# Grupp 4 i kvalspelet till Europamästerskapet i fotboll för damer 2013
Grupp 4 i kvalspelet till Europamästerskapet i fotboll för damer 2013 var en av sju kvalificeringsgrupper till Fotbolls-EM och som spelades mellan 14 september 2011 och 19 september 2012. I gruppen spelade Frankrike, Irland, Israel, Skottland och Wales.
Vinnaren av gruppen gick direkt vidare till EM-turneringen 2013 medan grupptvåan gick vidare till playoffspel.

## Tabell
| Nr | Lag       | S | V | O | F | GM | IM | MS  | P  |
| -- | --------- | - | - | - | - | -- | -- | --- | -- |
| 1  | Frankrike | 8 | 8 | 0 | 0 | 32 | 2  | +30 | 24 |
| 2  | Skottland | 8 | 5 | 1 | 2 | 21 | 12 | +9  | 16 |
| 3  | Wales     | 8 | 3 | 1 | 4 | 12 | 14 | −2  | 10 |
| 4  | Irland    | 8 | 3 | 0 | 5 | 8  | 11 | −3  | 9  |
| 5  | Israel    | 8 | 0 | 0 | 8 | 1  | 36 | −35 | 0  |

## Matcher
|             | 14 september 2011 | Israel | 0 – 5           | Frankrike                                                                                            | Nes-Ziona stadion                                        |                                                          |
| 21:45 UTC+3 | 21:45 UTC+3       |        | (0 – 1) Rapport | 5′ (sjm.) Oshrat Eni 62′ Corine Franco 71′ Camille Abily 86′ Eugénie Le Sommer 87′ Marie-Laure Delie | Ness Ziona Publik: 137 Domare: Carina Vitulano (Italien) | Ness Ziona Publik: 137 Domare: Carina Vitulano (Italien) |
| 21:45 UTC+3 | 21:45 UTC+3       |        |                 | | Ness Ziona Publik: 137 Domare: Carina Vitulano (Italien) | Ness Ziona Publik: 137 Domare: Carina Vitulano (Italien) |
| 21:45 UTC+3 | 21:45 UTC+3       |        |                 | | Ness Ziona Publik: 137 Domare: Carina Vitulano (Italien) | Ness Ziona Publik: 137 Domare: Carina Vitulano (Italien) |

|             | 17 september 2011 | Wales | 0 – 2           | Irland                     | Newport Stadium                                       |                                                       |
| 18:00 UTC+1 | 18:00 UTC+1       |       | (0 – 1) Rapport | 27′, 70′ Denise O'Sullivan | Newport Publik: 440 Domare: Marina Mamaeva (Ryssland) | Newport Publik: 440 Domare: Marina Mamaeva (Ryssland) |
| 18:00 UTC+1 | 18:00 UTC+1       |       |                 |                            | Newport Publik: 440 Domare: Marina Mamaeva (Ryssland) | Newport Publik: 440 Domare: Marina Mamaeva (Ryssland) |
| 18:00 UTC+1 | 18:00 UTC+1       |       |                 |                            | Newport Publik: 440 Domare: Marina Mamaeva (Ryssland) | Newport Publik: 440 Domare: Marina Mamaeva (Ryssland) |

|             | 22 september 2011 | Irland              | 1 – 3           | Frankrike                                                    | Turner's Cross                                        |                                                       |
| 19:45 UTC+1 | 19:45 UTC+1       | Aine O'Gorman 90+2′ | (0 – 0) Rapport | 62′ Louisa Nécib 69′ Marie-Laure Delie 74′ Eugénie Le Sommer | Cork Publik: 2 235 Domare: Simona Ghisletta (Schweiz) | Cork Publik: 2 235 Domare: Simona Ghisletta (Schweiz) |
| 19:45 UTC+1 | 19:45 UTC+1       |                     |                 |                                                              | Cork Publik: 2 235 Domare: Simona Ghisletta (Schweiz) | Cork Publik: 2 235 Domare: Simona Ghisletta (Schweiz) |
| 19:45 UTC+1 | 19:45 UTC+1       |                     |                 |                                                              | Cork Publik: 2 235 Domare: Simona Ghisletta (Schweiz) | Cork Publik: 2 235 Domare: Simona Ghisletta (Schweiz) |

|             | 12 oktober 2011 | Israel         | 1 – 6           | Skottland                                                                                       | Nes-Ziona stadion                                    |                                                      |
| 12:00 UTC+3 | 12:00 UTC+3     | Moran Lavi 35′ | (1 – 2) Rapport | 5′ Jane Ross 9′ Jennifer Beattie 48′, 57′ Kim Little 69′ Hayley Lauder 72′ (sjm.) Michal Ravitz | Ness Ziona Publik: 130 Domare: Ausra Kance (Litauen) | Ness Ziona Publik: 130 Domare: Ausra Kance (Litauen) |
| 12:00 UTC+3 | 12:00 UTC+3     |                |                 |                                                                                                 | Ness Ziona Publik: 130 Domare: Ausra Kance (Litauen) | Ness Ziona Publik: 130 Domare: Ausra Kance (Litauen) |
| 12:00 UTC+3 | 12:00 UTC+3     |                |                 |                                                                                                 | Ness Ziona Publik: 130 Domare: Ausra Kance (Litauen) | Ness Ziona Publik: 130 Domare: Ausra Kance (Litauen) |

|             | 22 oktober 2011 | Irland                                | 2 – 0           | Israel | Tallaght Stadium                                     |                                                      |
| 15:00 UTC+1 | 15:00 UTC+1     | Denise O'Sullivan 74′ Ciara Grant 87′ | (0 – 0) Rapport |        | Dublin Publik: 1 010 Domare: Petra Chudá (Slovakien) | Dublin Publik: 1 010 Domare: Petra Chudá (Slovakien) |
| 15:00 UTC+1 | 15:00 UTC+1     |                                       |                 |        | Dublin Publik: 1 010 Domare: Petra Chudá (Slovakien) | Dublin Publik: 1 010 Domare: Petra Chudá (Slovakien) |
| 15:00 UTC+1 | 15:00 UTC+1     |                                       |                 |        | Dublin Publik: 1 010 Domare: Petra Chudá (Slovakien) | Dublin Publik: 1 010 Domare: Petra Chudá (Slovakien) |

|             | 22 oktober 2011 | Wales           | 1 – 4           | Frankrike                                                           | Parc Y Scarlets                                                |                                                                |
| 18:00 UTC+1 | 18:00 UTC+1     | Jayne Ludlow 2′ | (1 – 1) Rapport | 43′, 74′ Gaëtane Thiney 67′ Eugénie Le Sommer 85′ Marie-Laure Delie | Llanelli Publik: 522 Domare: Anastasia Pustovoitova (Ryssland) | Llanelli Publik: 522 Domare: Anastasia Pustovoitova (Ryssland) |
| 18:00 UTC+1 | 18:00 UTC+1     |                 |                 |                                                                     | Llanelli Publik: 522 Domare: Anastasia Pustovoitova (Ryssland) | Llanelli Publik: 522 Domare: Anastasia Pustovoitova (Ryssland) |
| 18:00 UTC+1 | 18:00 UTC+1     |                 |                 |                                                                     | Llanelli Publik: 522 Domare: Anastasia Pustovoitova (Ryssland) | Llanelli Publik: 522 Domare: Anastasia Pustovoitova (Ryssland) |

|             | 26 oktober 2011 | Frankrike                                                             | 5 – 0           | Israel | Stade de l'Aube                                         |                                                         |
| 20:45 UTC+2 | 20:45 UTC+2     | Gaëtane Thiney 15′, 37′, 38′ Sonia Bompastor 22′ (str.) Léa Rubio 90′ | (3 – 0) Rapport |        | Troyes Publik: 10 159 Domare: Lina Lehtovaara (Finland) | Troyes Publik: 10 159 Domare: Lina Lehtovaara (Finland) |
| 20:45 UTC+2 | 20:45 UTC+2     |                                                                       |                 |        | Troyes Publik: 10 159 Domare: Lina Lehtovaara (Finland) | Troyes Publik: 10 159 Domare: Lina Lehtovaara (Finland) |
| 20:45 UTC+2 | 20:45 UTC+2     |                                                                       |                 |        | Troyes Publik: 10 159 Domare: Lina Lehtovaara (Finland) | Troyes Publik: 10 159 Domare: Lina Lehtovaara (Finland) |

|             | 27 oktober 2011 | Skottland                          | 2 – 2           | Wales                        | Tynecastle                                               |                                                          |
| 19:00 UTC+1 | 19:00 UTC+1     | Jane Ross 19′ Jennifer Beattie 44′ | (2 – 2) Rapport | 4′ Amie Lea 26′ Helen Lander | Edinburgh Publik: 1 061 Domare: Tanja Schett (Österrike) | Edinburgh Publik: 1 061 Domare: Tanja Schett (Österrike) |
| 19:00 UTC+1 | 19:00 UTC+1     |                                    |                 |                              | Edinburgh Publik: 1 061 Domare: Tanja Schett (Österrike) | Edinburgh Publik: 1 061 Domare: Tanja Schett (Österrike) |
| 19:00 UTC+1 | 19:00 UTC+1     |                                    |                 |                              | Edinburgh Publik: 1 061 Domare: Tanja Schett (Österrike) | Edinburgh Publik: 1 061 Domare: Tanja Schett (Österrike) |

|             | 20 november 2011 | Israel | 0 – 2           | Wales                            | Nes-Ziona stadion                                         |                                                           |
| 17:00 UTC+2 | 17:00 UTC+2      |        | (0 – 1) Rapport | 8′ Helen Lander 88′ Sophie Ingle | Ness Ziona Publik: 50 Domare: Caroline De Boeck (Belgien) | Ness Ziona Publik: 50 Domare: Caroline De Boeck (Belgien) |
| 17:00 UTC+2 | 17:00 UTC+2      |        |                 |                                  | Ness Ziona Publik: 50 Domare: Caroline De Boeck (Belgien) | Ness Ziona Publik: 50 Domare: Caroline De Boeck (Belgien) |
| 17:00 UTC+2 | 17:00 UTC+2      |        |                 |                                  | Ness Ziona Publik: 50 Domare: Caroline De Boeck (Belgien) | Ness Ziona Publik: 50 Domare: Caroline De Boeck (Belgien) |

|             | 31 mars 2012 | Frankrike                                 | 2 – 0           | Skottland | Stade Jules Deschaseaux                                 |                                                         |
| 20:50 UTC+2 | 20:50 UTC+2  | Ifeoma Dieke 64′ (sjm.) Wendie Renard 70′ | (0 – 0) Rapport |           | Le Havre Publik: 9 028 Domare: Jana Adámková (Tjeckien) | Le Havre Publik: 9 028 Domare: Jana Adámková (Tjeckien) |
| 20:50 UTC+2 | 20:50 UTC+2  |                                           |                 |           | Le Havre Publik: 9 028 Domare: Jana Adámková (Tjeckien) | Le Havre Publik: 9 028 Domare: Jana Adámková (Tjeckien) |
| 20:50 UTC+2 | 20:50 UTC+2  |                                           |                 |           | Le Havre Publik: 9 028 Domare: Jana Adámková (Tjeckien) | Le Havre Publik: 9 028 Domare: Jana Adámková (Tjeckien) |

|             | 4 april 2012 | Frankrike                                    | 4 – 0           | Wales | Stade Michel d'Ornano                                  |                                                        |
| 20:50 UTC+2 | 20:50 UTC+2  | Élodie Thomis 9′, 38′, 50′ Camille Abily 80′ | (2 – 0) Rapport |       | Caen Publik: 16 738 Domare: Pernilla Larsson (Sverige) | Caen Publik: 16 738 Domare: Pernilla Larsson (Sverige) |
| 20:50 UTC+2 | 20:50 UTC+2  |                                              |                 |       | Caen Publik: 16 738 Domare: Pernilla Larsson (Sverige) | Caen Publik: 16 738 Domare: Pernilla Larsson (Sverige) |
| 20:50 UTC+2 | 20:50 UTC+2  |                                              |                 |       | Caen Publik: 16 738 Domare: Pernilla Larsson (Sverige) | Caen Publik: 16 738 Domare: Pernilla Larsson (Sverige) |

|             | 5 april 2012 | Skottland                            | 2 – 1           | Irland               | Tynecastle Stadium                                       |                                                          |
| 19:00 UTC+1 | 19:00 UTC+1  | Rhonda Jones 86′ Christie Murray 87′ | (0 – 1) Rapport | 4′ Denise O'Sullivan | Edinburgh Publik: 1 703 Domare: Katalin Kulcsár (Ungern) | Edinburgh Publik: 1 703 Domare: Katalin Kulcsár (Ungern) |
| 19:00 UTC+1 | 19:00 UTC+1  |                                      |                 |                      | Edinburgh Publik: 1 703 Domare: Katalin Kulcsár (Ungern) | Edinburgh Publik: 1 703 Domare: Katalin Kulcsár (Ungern) |
| 19:00 UTC+1 | 19:00 UTC+1  |                                      |                 |                      | Edinburgh Publik: 1 703 Domare: Katalin Kulcsár (Ungern) | Edinburgh Publik: 1 703 Domare: Katalin Kulcsár (Ungern) |

|             | 16 juni 2012 | Skottland                                                                                                 | 8 – 0           | Israel | Tynecastle Stadium                                       |                                                          |
| 15:00 UTC+1 | 15:00 UTC+1  | Hayley Lauder 1′ Kim Little 6′, 25′, 44′ Megan Sneddon 9′ Joanne Love 15′ Jane Ross 28′ Rachel Corsie 83′ | (7 – 0) Rapport |        | Edinburgh Publik: 817 Domare: Pernilla Larsson (Sverige) | Edinburgh Publik: 817 Domare: Pernilla Larsson (Sverige) |
| 15:00 UTC+1 | 15:00 UTC+1  | |                 |        | Edinburgh Publik: 817 Domare: Pernilla Larsson (Sverige) | Edinburgh Publik: 817 Domare: Pernilla Larsson (Sverige) |
| 15:00 UTC+1 | 15:00 UTC+1  | |                 |        | Edinburgh Publik: 817 Domare: Pernilla Larsson (Sverige) | Edinburgh Publik: 817 Domare: Pernilla Larsson (Sverige) |

|             | 16 juni 2012 | Irland | 0 – 1           | Wales            | Turners Cross                                      |                                                    |
| 17:00 UTC+1 | 17:00 UTC+1  |        | (0 – 0) Rapport | 71′ Helen Lander | Cork Publik: 653 Domare: Sofia Karagiorgi (Cypern) | Cork Publik: 653 Domare: Sofia Karagiorgi (Cypern) |
| 17:00 UTC+1 | 17:00 UTC+1  |        |                 |                  | Cork Publik: 653 Domare: Sofia Karagiorgi (Cypern) | Cork Publik: 653 Domare: Sofia Karagiorgi (Cypern) |
| 17:00 UTC+1 | 17:00 UTC+1  |        |                 |                  | Cork Publik: 653 Domare: Sofia Karagiorgi (Cypern) | Cork Publik: 653 Domare: Sofia Karagiorgi (Cypern) |

|             | 20 juni 2012 | Wales                                                                   | 5 – 0           | Israel | Racecourse Ground                                         |                                                           |
| 18:00 UTC+1 | 18:00 UTC+1  | Natasha Harding 3′, 28′, 36′ Sarah Wiltshire 50′ Hannah Keryakoplis 72′ | (3 – 0) Rapport |        | Wrexham Publik: 721 Domare: Karolina Radzik-Johan (Polen) | Wrexham Publik: 721 Domare: Karolina Radzik-Johan (Polen) |
| 18:00 UTC+1 | 18:00 UTC+1  |                                                                         |                 |        | Wrexham Publik: 721 Domare: Karolina Radzik-Johan (Polen) | Wrexham Publik: 721 Domare: Karolina Radzik-Johan (Polen) |
| 18:00 UTC+1 | 18:00 UTC+1  |                                                                         |                 |        | Wrexham Publik: 721 Domare: Karolina Radzik-Johan (Polen) | Wrexham Publik: 721 Domare: Karolina Radzik-Johan (Polen) |

|             | 21 juni 2012 | Irland | 0 – 1           | Skottland         | Turners Cross                                     |                                                   |
| 19:30 UTC+1 | 19:30 UTC+1  |        | (0 – 1) Rapport | 25′ Rachel Corsie | Cork Publik: 827 Domare: Teodora Albon (Rumänien) | Cork Publik: 827 Domare: Teodora Albon (Rumänien) |
| 19:30 UTC+1 | 19:30 UTC+1  |        |                 |                   | Cork Publik: 827 Domare: Teodora Albon (Rumänien) | Cork Publik: 827 Domare: Teodora Albon (Rumänien) |
| 19:30 UTC+1 | 19:30 UTC+1  |        |                 |                   | Cork Publik: 827 Domare: Teodora Albon (Rumänien) | Cork Publik: 827 Domare: Teodora Albon (Rumänien) |

|             | 15 september 2012 | Wales            | 1 – 2           | Skottland                      | Parc y Scarlets                                        |                                                        |
| 18:00 UTC+1 | 18:00 UTC+1       | Helen Lander 38′ | (1 – 1) Rapport | 45′ Joanne Love 68′ Kim Little | Llanelli Publik: 560 Domare: Jenny Palmqvist (Sverige) | Llanelli Publik: 560 Domare: Jenny Palmqvist (Sverige) |
| 18:00 UTC+1 | 18:00 UTC+1       |                  |                 |                                | Llanelli Publik: 560 Domare: Jenny Palmqvist (Sverige) | Llanelli Publik: 560 Domare: Jenny Palmqvist (Sverige) |
| 18:00 UTC+1 | 18:00 UTC+1       |                  |                 |                                | Llanelli Publik: 560 Domare: Jenny Palmqvist (Sverige) | Llanelli Publik: 560 Domare: Jenny Palmqvist (Sverige) |

|             | 15 september 2012 | Frankrike                                                   | 4 – 0           | Irland | Stade du Roudourou                                                    |                                                                       |
| 20:50 UTC+2 | 20:50 UTC+2       | Élodie Thomis 8′ Eugénie Le Sommer 13′, 43′ Julie Morel 86′ | (3 – 0) Rapport |        | Guingamp Publik: 10 284 Domare: Mihaela Gurdon Basimamović (Kroatien) | Guingamp Publik: 10 284 Domare: Mihaela Gurdon Basimamović (Kroatien) |
| 20:50 UTC+2 | 20:50 UTC+2       |                                                             |                 |        | Guingamp Publik: 10 284 Domare: Mihaela Gurdon Basimamović (Kroatien) | Guingamp Publik: 10 284 Domare: Mihaela Gurdon Basimamović (Kroatien) |
| 20:50 UTC+2 | 20:50 UTC+2       |                                                             |                 |        | Guingamp Publik: 10 284 Domare: Mihaela Gurdon Basimamović (Kroatien) | Guingamp Publik: 10 284 Domare: Mihaela Gurdon Basimamović (Kroatien) |

|             | 19 september 2012 | Israel | 0 – 2           | Irland                                     | Ramat Gan Stadium                                             |                                                               |
| 16:00 UTC+3 | 16:00 UTC+3       |        | (0 – 0) Rapport | 65′ Fiona O'Sullivan 67′ Julie-Ann Russell | Ramat Gan Publik: 132 Domare: Paloma Quintero Siles (Spanien) | Ramat Gan Publik: 132 Domare: Paloma Quintero Siles (Spanien) |
| 16:00 UTC+3 | 16:00 UTC+3       |        |                 |                                            | Ramat Gan Publik: 132 Domare: Paloma Quintero Siles (Spanien) | Ramat Gan Publik: 132 Domare: Paloma Quintero Siles (Spanien) |
| 16:00 UTC+3 | 16:00 UTC+3       |        |                 |                                            | Ramat Gan Publik: 132 Domare: Paloma Quintero Siles (Spanien) | Ramat Gan Publik: 132 Domare: Paloma Quintero Siles (Spanien) |

|             | 19 september 2012 | Skottland | 0 – 5           | Frankrike                                                              | Tynecastle Stadium                                          |                                                             |
| 17:00 UTC+2 | 17:00 UTC+2       |           | (0 – 2) Rapport | 17′, 72′ Marie-Laure Delie 34′, 66′ Eugénie Le Sommer 64′ Louisa Nécib | Edinburgh Publik: 731 Domare: Silvia Tea Spinelli (Italien) | Edinburgh Publik: 731 Domare: Silvia Tea Spinelli (Italien) |
| 17:00 UTC+2 | 17:00 UTC+2       |           |                 |                                                                        | Edinburgh Publik: 731 Domare: Silvia Tea Spinelli (Italien) | Edinburgh Publik: 731 Domare: Silvia Tea Spinelli (Italien) |
| 17:00 UTC+2 | 17:00 UTC+2       |           |                 |                                                                        | Edinburgh Publik: 731 Domare: Silvia Tea Spinelli (Italien) | Edinburgh Publik: 731 Domare: Silvia Tea Spinelli (Italien) |